# Peștera Farcu
Peștera Farcu (monument al naturii) este o arie protejată de interes național ce corespunde categoriei a III-a IUCN (rezervație naturală de tip speologic), situată în județul Bihor, pe teritoriul administrativ al comunei Roșia.
Rezervația naturală declarată monument al naturii, cunoscută și sub denumirea de „Peștera cu Cristale”, aflată în Munții Pădurea Craiului, are o suprafață de 0,10 ha, și reprezintă un gol subteran cu o lungime de 265 m, având o cavitatea acoperită cu minerale cristalizate de calcit.    